# Diphascon faialense
Espèce
Diphascon faialense est une espèce de tardigrades de la famille des Hypsibiidae. 

## Distribution
Cette espèce est endémique des Açores au Portugal. Elle se rencontre à Faial.

## Étymologie
Son nom d'espèce, composé de faial et du suffixe latin -ense, « qui vit dans, qui habite », lui a été donné en référence au lieu de sa découverte, Faial.

## Publication originale
- Fontoura & Pilato, 2007 : Diphascon (Diphascon) faialense sp. nov. a new species of Tardigrada (Eutardigrada, Hypsibiidae) from the Azores and a key to the species of the D. pingue group. Zootaxa, no 1589, p. 47-55.